# Danh sách vi xử lý Intel Atom
Intel Atom là dòng vi sử lý tiêu thụ điện năng thấp của Intel.  Atom, với các tên mã Silverthorne và Diamondville, được giới thiệu lần đầu vào 2 tháng 3 năm 2008.

## Các bộ xử lý thiết bị Internet di động

### Dòng Intel Atom Z5xx

#### "Silverthorne"
- Diện tích:  25mm2
- Cỡ đóng gói:  13mm × 14mm

| Số model  | Số chỉ định | Chu kỳ   | Bộ nhớ đệm cấp 2 | Siêu phân luồng? | Bus bề mặt | Mult | Điện thế | TDP    | Điện năng trung bình | Đế cắm | Ngày ra mắt        | Các số phần | Giá (USD) |
| --------- | ----------- | -------- | ---------------- | ---------------- | ---------- | ---- | -------- | ------ | -------------------- | ------ | ------------------ | ----------- | --------- |
| Atom Z500 |             | 800 MHz  | 512 KiB          | No               | 400 MT/s   |      |          | 0.65 W | 160 mW               |        | 2 tháng 4 năm 2008 |             | $45       |
| Atom Z510 |             | 1100 MHz | 512 KiB          | No               | 400 MT/s   |      |          | 2 W    | 220 mW               |        | 2 tháng 4 năm 2008 |             | $45       |
| Atom Z520 |             | 1333 MHz | 512 KiB          | Yes              | 533 MT/s   |      |          | 2 W    | 220 mW               |        | 2 tháng 4 năm 2008 |             | $65       |
| Atom Z530 |             | 1600 MHz | 512 KiB          | Yes              | 533 MT/s   |      |          | 2 W    | 220 mW               |        | 2 tháng 4 năm 2008 |             | $95       |
| Atom Z540 |             | 1866 MHz | 512 KiB          | Yes              | 533 MT/s   |      |          | 2.4 W  | 220 mW               |        | 2 tháng 4 năm 2008 |             | $160      |

## Dẫn chứng
1. 1 2 3 4 5  Anand Lal Shimpi (2 tháng 4 năm 2008). “Intel's Atom Architecture:  The Journey Begins”. AnandTech.